# Zallingi
Zallingi ou Zalingei é um dos sete distritos do estado de Darfur Ocidental no Sudão.